# 山勢松韻
山勢 松韻（やませ しょういん）は、箏曲の山田流山勢派の宗家家元の名跡。3代を数え、初代は男性、二代目と三代目は女性である。山勢派の宗家としては、初代松韻が三世家元、二代目松韻が五世家元、三代目松韻が六世家元にあたる。
| 宗 家    | 名 跡           | 続 柄                        | 別 名                                                |
| -------- | --------------- | ---------------------------- | ---------------------------------------------------- |
| 派祖家元 | 初 代 山勢検校  | 山田検校の高弟               | 松風一（都名）                                       |
| 二世家元 | 二代目 山勢検校 | 先代の高弟                   | 軽風一（都名）                                       |
| 三世家元 | 初 代 山勢松韻  | 先代の高弟                   | 慶賀一（都名）、山清勾当（前々名）、山勢勾当（前名） |
| 四世家元 | 山勢ふく        | 先代の養女                   |                                                      |
| 五世家元 | 二代目 山勢松韻 | 先代の養女（初代松韻の大姪） | 木原良子（本名）、山勢崇華（隠居名）                 |
| 六世家元 | 三代目 山勢松韻 | 先代の妹（初代松韻の大姪）   | 木原司都子（本名）                                   |

## 初代
（弘化2年7月28日（1845年8月30日） - 1908年9月9日）
山勢派の3世家元。本名は吉田専吉ないし千吉。3歳で失明。山田流山勢派二世家元の二代目山勢検校に師事し、はじめ山清勾当（やまきよ こうとう）、次いで山勢勾当（やませ こうとう）を名乗ったのち山勢松韻を名乗る。また明治元年には山田流山勢派三世家元を継承して三代目山勢検校の名跡を預かった。1880年文部省音楽取調掛に出仕、1890年東京音楽学校開校式のために「都の春」を作曲。1891年東京音楽学校（現東京藝術大学）教授。「朧月」「花の雲」「四季の友」などの作品がある。多弦箏を開発。門下に初代萩岡松韻、今井慶松などがいる。

## 二代目
（1916年1月20日 - 2003年11月5日）
東京出身。陸軍中将木原清の五女として生まれる。本名は木原良子（きはら よしこ）。3歳の頃に初代の養女で山田流山勢派四世家元を継承した山勢ふくの養女となる。初代萩岡松韻、今井慶松らに師事、1936年山田流山勢派五世家元を継承して二代目山勢松韻を襲名。2000年家元と名跡を妹に譲り山勢崇華（やませ そうか）を名のる。

## 三代目
（1932年12月6日（92歳） - ）

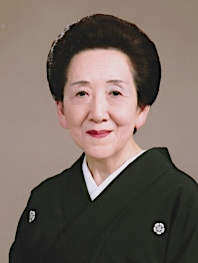
文化勲章受章に際して公表された写真

日本藝術院会員。東京出身。本名は木原司都子（きはら しづこ）。幼少より姉の二代目代松韻に師事。東京藝術大学で中能島欣一に師事、卒業後大学院修士課程修了。清元志寿太夫、杵屋正邦、矢木敬二に師事。NHK邦楽技能者育成会第一期修了。1986年より三度文化庁芸術祭賞受賞。1989-2000年東京芸大客員教授。1996年芸術選奨文部大臣賞受賞。1998年紫綬褒章受章。2000年山田流山勢派六世家元を相続して三代目山勢松韻を襲名。2001年人間国宝。2002年日本芸術院賞。2008年芸術院会員。2013年文化功労者。2022年文化勲章。